# ブリュレ郡 (サウスダコタ州)
ブリュレ郡（英: Brule County）は、アメリカ合衆国サウスダコタ州の南部に位置する郡である。2010年国勢調査での人口は5,255人であり、2000年の5,364人から2.0％減少した。郡庁所在地はチェンバレン市（人口2,387人）であり、同郡で人口最大の町でもある。

## 地理
アメリカ合衆国国勢調査局に拠れば、郡域全面積は846平方マイル (2,191.1 km2)であり、このうち陸地は819平方マイル (2,121.2 km2)、水域は28平方マイル (72.5 km2)で水域率は3.25％である。

### 主要高規格道路
- 州間高速道路90号線
- サウスダコタ州道45号線
- サウスダコタ州道50号線

### 隣接する郡
- バッファロー郡 - 北
- ジェロールド郡 - 北東
- オーロラ郡 - 東
- チャールズミックス郡 - 南
- ライマン郡 - 西

## 人口動態
以下は2000年の国勢調査による人口統計データである。
| 基礎データ - 人口: 5,364人 - 世帯数: 1,998 世帯 - 家族数: 1,328 家族 - 人口密度: 3人/km2（6人/mi2） - 住居数: 2,272軒 - 住居密度: 1軒/km2（3軒/mi2） 人種別人口構成 - 白人: 89.91% - アフリカン・アメリカン: 0.26% - ネイティブ・アメリカン: 8.28% - アジア人: 0.48% - 太平洋諸島系: 0.02% - その他の人種: 0.06% - 混血: 0.99% - ヒスパニック・ラテン系: 0.46% 先祖による構成 - ドイツ系：39.6％ - チェコ系：9.5％ - ノルウェー系：8.6％ - アイルランド系：7.8％ - アメリカ人：6.6％ 年齢別人口構成 - 18歳未満: 30.5% - 18-24歳: 6.8% - 25-44歳: 24.7% - 45-64歳: 21.2% - 65歳以上: 16.9% - 年齢の中央値: 37歳 - 性比（女性100人あたり男性の人口） - 総人口: 93.2 - 18歳以上: 92.1 | 世帯と家族（対世帯数） - 18歳未満の子供がいる: 31.0% - 結婚・同居している夫婦:56.2% - 未婚・離婚・死別女性が世帯主: 7.2% - 非家族世帯: 33.5% - 単身世帯: 29.9% - 65歳以上の老人1人暮らし: 13.1% - 平均構成人数 - 世帯: 2.49人 - 家族: 3.14人 収入と家計 - 収入の中央値 - 世帯: 32,370米ドル - 家族: 37,361米ドル - 性別 - 男性: 26,698米ドル - 女性: 20,094米ドル - 人口1人あたり収入: 14,874米ドル - 貧困線以下 - 対人口: 14.3% - 対家族数: 8.1% - 18歳未満: 14.4% - 65歳以上: 20.2% |

## 都市と町
都市名の後の数字は2010年国勢調査での人口を示す。
| - チェンバレン – 2,387 - 郡庁所在地 - キンボール – 703 - プクワナ – 285 |

### 郡区
ブリュレ郡は下記22の郡区に分けられている。
| - アメリカ - ブリュレ - チェンバレン - クリーブランド - イーグル - ハイランド - キンボール - ライアン - オーラ - プレインフィールド | - プレザントグローブ - プラマー - プクワナ - レッドレイク - リッチランド - スミス - トーリーレイク - ウォルドロ - ウェストポイント - ウィルバー | - ウィロウレイク - ユニオン |

またグランドビューという未編入領域もある。